# Eucyclotoma hindsii
Eucyclotoma hindsii é uma espécie de gastrópode do gênero Eucyclotoma, pertencente a família Raphitomidae.